# 小行星2838
小行星2838（2838 Takase）是一颗围绕太阳公转的小行星。1971年10月26日，盧波什·科胡特克在汉堡发现了此天体。
該小行星以日本東京大學木曾觀測所初代所長高瀬文志郎命名。
这颗小行星的绝对星等为14.2等。